# Miss Russia

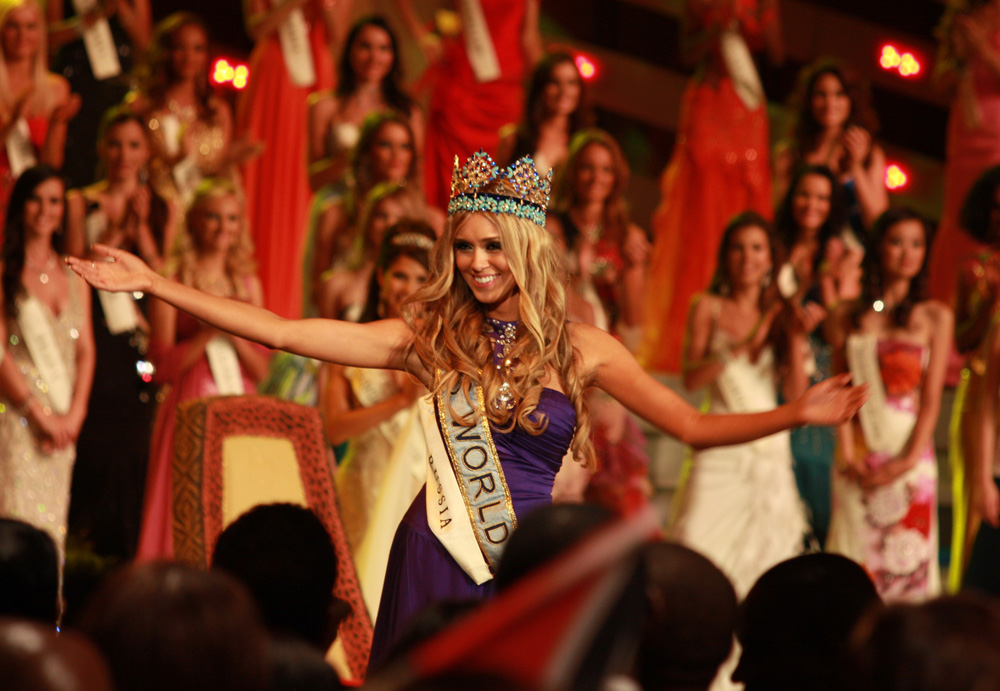
L'elezione di Miss Russia 2008

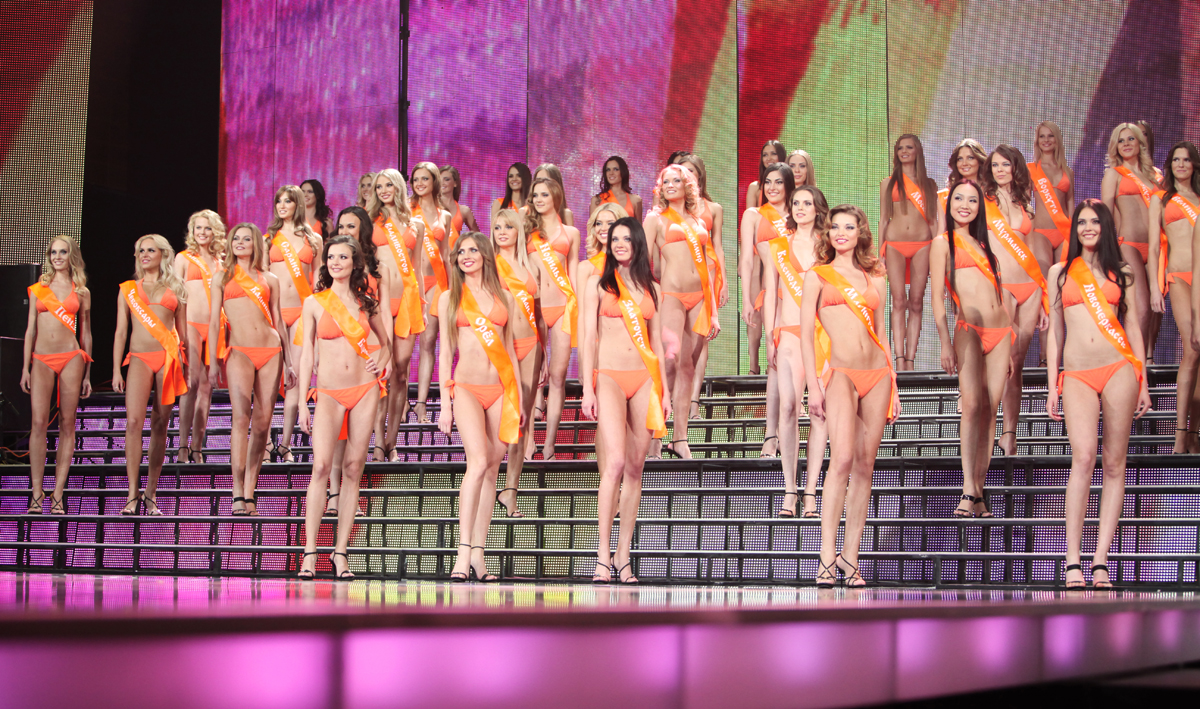
la finale di Miss Russia 2010

Miss Russia (Мисс Россия) è un concorso di bellezza femminile, che si tiene in Russia.
Il concorso fu organizzato per la prima volta nel 1989 a Mosca con il nome di Miss URSS. La prima edizione del concorso fu vinta da Julija Suchanova, e l'anno dopo la seconda edizione fu vinta dalla diciassettenne Maria Kezha proveniente dalla Bielorussia. Tuttavia nel 1991 l'Unione Sovietica collassò, ed il concorso non ripartì prima del 1993, quando fu ribattezzato con l'attuale nome Miss Russia. Da allora il concorso si è tenuto annualmente, ad eccezione che nel 1994 e nel 2000, in cui non c'è stato alcun concorso. Attualmente il titolo appartiene ad Alina Sanko, vincitrice nell'aprile 2019.
Dal 2007 le finaliste di Miss Russia rappresentano il proprio paese a Miss Universo e Miss Mondo. Ad oggi la Russia ha avuto un totale di tre vittorie in concorsi internazionali: Miss Mondo 1992, Miss Universo 2002 e Miss Mondo 2008.
Attraverso il concorso Krasa Rossii (Bellezza della Russia), anche conosciuto come Miss Terra Russia invece viene selezionata la candidata della Russia per il concorso Miss Terra.

## Albo d'oro

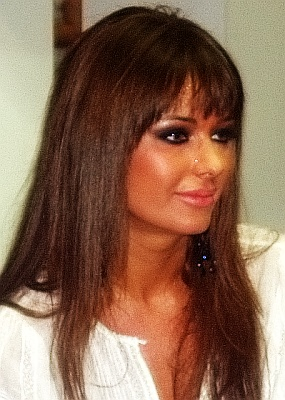
Oksana Fëdorova, Miss Russia 2001 e Miss Universo 2002

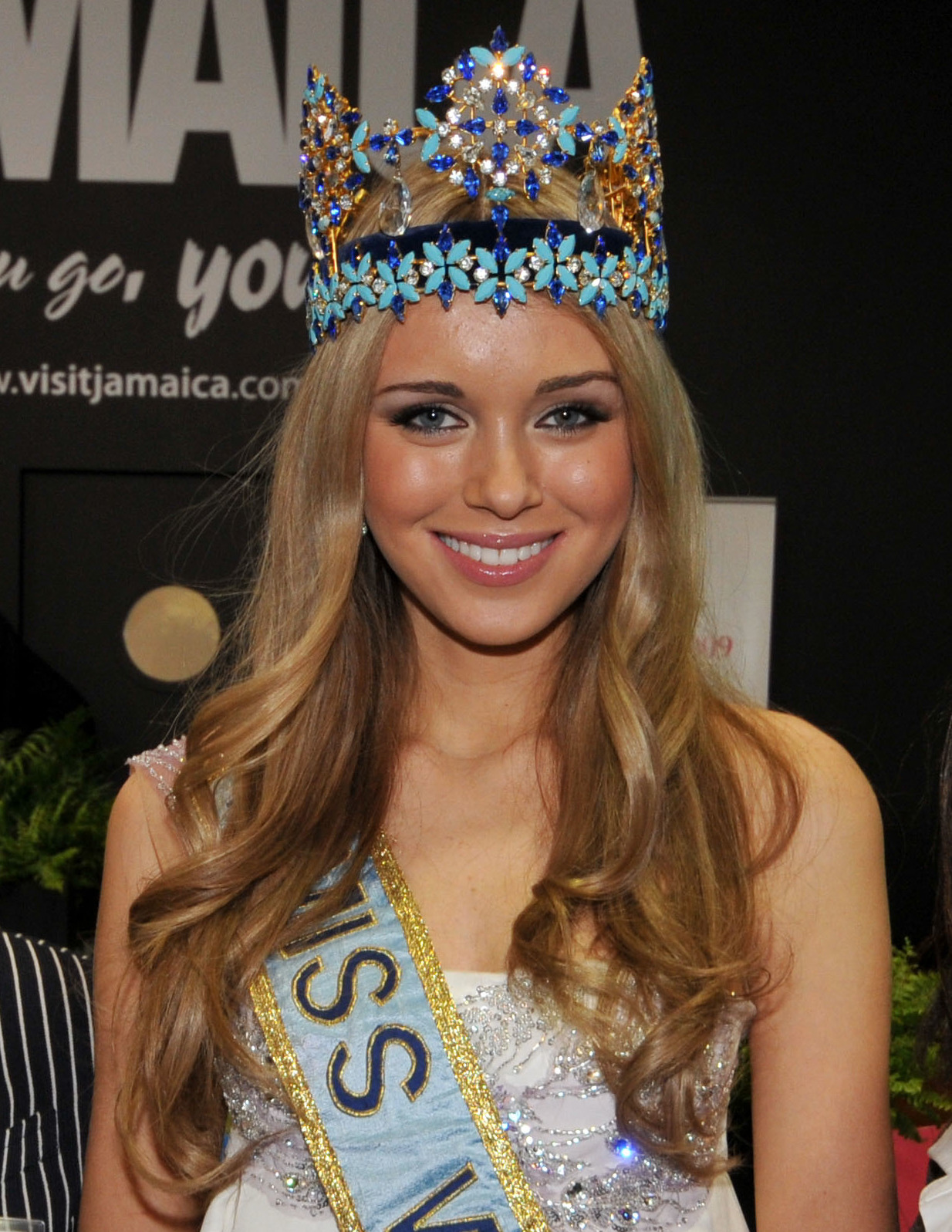
Ksenija Suchinova, Miss Russia 2007 e Miss Mondo 2008

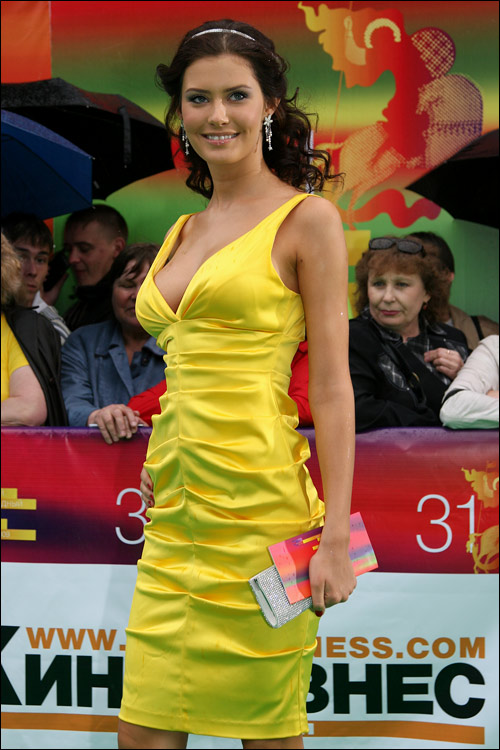
Sofija Rud'eva, Miss Russia 2009

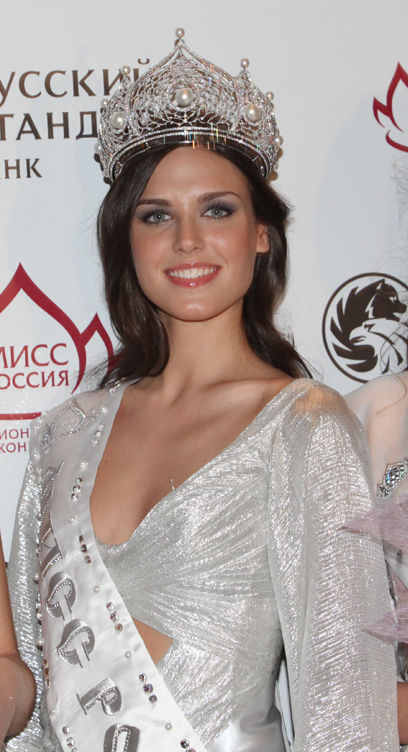
Irina Antonenko, Miss Russia 2010

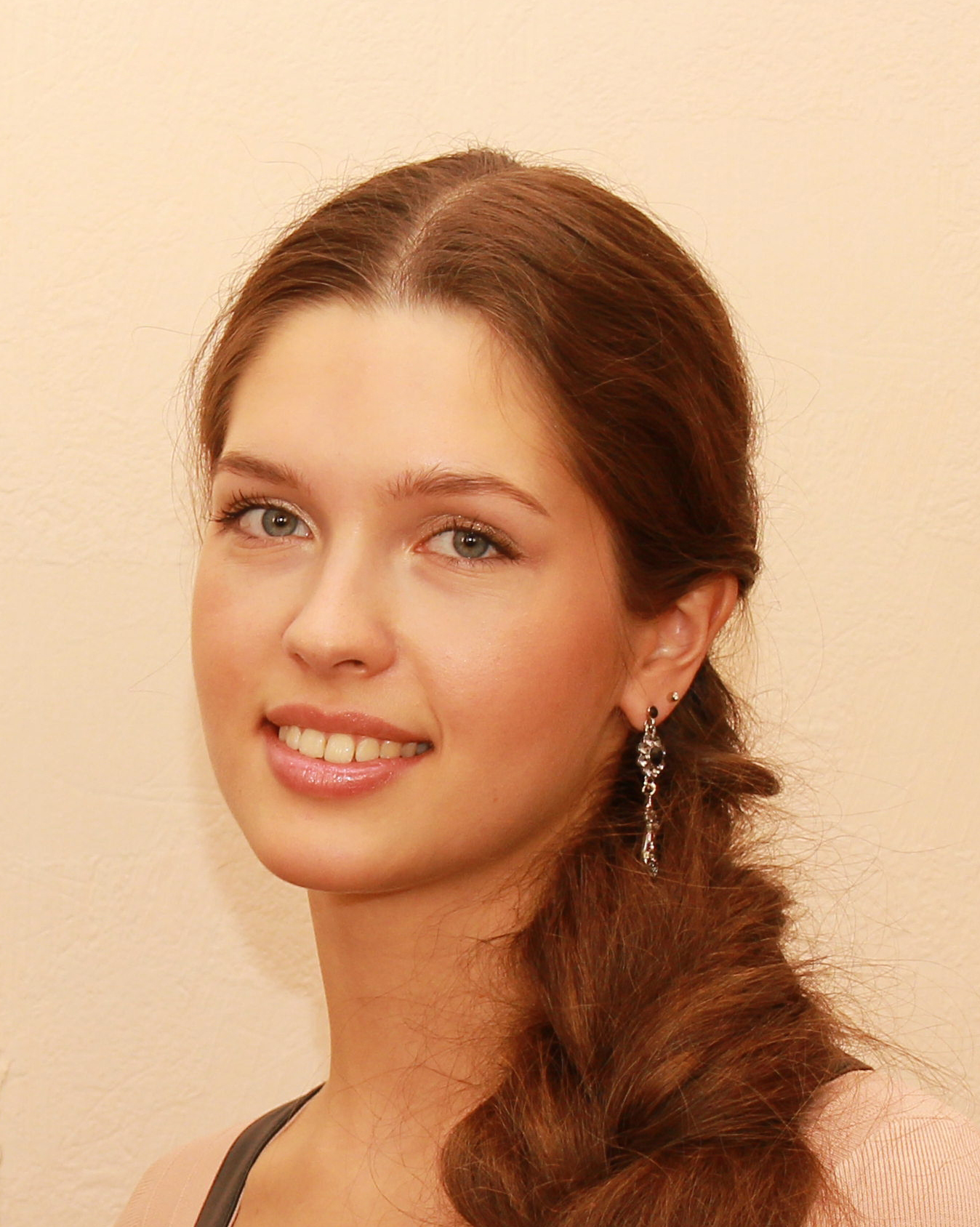
Elizaveta Golovanova, Miss Russia 2012

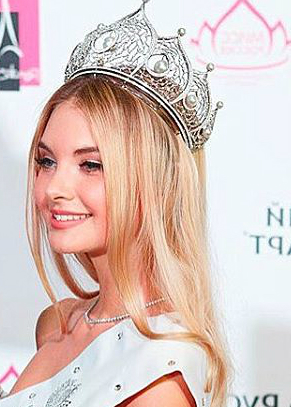
Polina Popova, Miss Russia 2017

### Miss URSS
| Anno | Nome                 |
| ---- | -------------------- |
| 1989 | Julija Suchanova     |
| 1990 | Maria Kezha          |
| 1991 | Il'mira Šamsutdinova |

### Miss Russia

#### Vincitrici
| Anno | Nome                   | Nome in russo         | Concorso internazionale/Piazzamento           |
| ---- | ---------------------- | --------------------- | --------------------------------------------- |
| 1993 | Anna Bajčik            | Анна Байчик           | Miss Universo 1997                            |
| 1995 | Ėl'mira Tujuševa       | Эльмира Туюшева       |                                               |
| 1996 | Aleksandra Petrova     | Александра Петрова    | Miss Europa 1997 (Top 10), Miss Universo 1999 |
| 1997 | Elena Rogožina         | Елена Рогожина        | Miss Europa 1999 (Vincitrice)                 |
| 1998 | Anna Malova            | Анна Малова           | Miss Mondo 1994, Miss Universo 1998 (Top 10)  |
| 2000 | Anna Kruglova          | Анна Круглова         |                                               |
| 2001 | Oksana Fëdorova        | Оксана Федорова       | Miss Universo 2002 (Vincitrice rassegnata)    |
| 2002 | Svetlana Korolëva      | Светлана Королева     | Miss Europa 2002 (Vincitrice)                 |
| 2003 | Viktorija Lopyrëva     | Виктория Лопырёва     |                                               |
| 2004 | Diana Zaripova         | Диана Зарипова        | Miss Europa 2005                              |
| 2005 | Aleksandra Ivanovskaja | Александра Ивановская |                                               |
| 2006 | Tat'jana Kotova        | Татьяна Котова        | Miss Universo 2007, Miss Mondo 2007           |
| 2007 | Ksenija Suchinova      | Ксения Сухинова       | Miss Mondo 2008 (Vincitrice)                  |
| 2009 | Sofija Rud'eva         | София Рудьева         | Miss Universo 2009                            |
| 2010 | Irina Antonenko        | Ирина Антоненко       | Miss Universo 2010 (Top 15)                   |
| 2011 | Natal'ja Gantimurova   | Наталья Гантимурова   | Miss Universo 2011, Miss Mondo 2011           |
| 2012 | Elizaveta Golovanova   | Елизавета Голованова  | Miss Universo 2012 (Top 10), Miss Mondo 2012  |
| 2013 | Ėl'mira Abdrazakova    | Эльмира Абдразакова   | Miss Universo 2013, Miss Mondo 2013           |
| 2014 | Julija Alipova         | Юлия Алипова          | Miss Universo 2014                            |
| 2015 | Sofija Nikitčuk        | София Никитчук        | Miss Mondo 2015 (2ª)                          |
| 2016 | Jana Dobrovol'skaja    | Яна Добровольская     | Miss Mondo 2016                               |
| 2017 | Polina Popova          | Полина Попова         | Miss Mondo 2017 (Top 10)                      |
| 2018 | Julija Poljačichina    | Юлия Полячихина       | Miss Universo 2018                            |
| 2019 | Alina San'ko           | Алина Санько          | Miss Mondo 2019                               |

#### Rappresentanti per Miss Universo
| Anno | Rappresentante       | Provenienza         | Piazzamento     | Riconoscimenti        |
| ---- | -------------------- | ------------------- | --------------- | --------------------- |
| 1994 | Inna Zobova          | Chimki              |                 |                       |
| 1995 | Julija Alekseeva     |                     |                 |                       |
| 1996 | Il'mira Šamsutdinova | Saratov             | Top 6           |                       |
| 1997 | Anna Bajčik          | San Pietroburgo     |                 |                       |
| 1998 | Anna Malova          | Jaroslavl'          | Top 10          |                       |
| 1999 | Aleksandra Petrova   | Čeboksary           |                 |                       |
| 2000 | Svetlana Goreva      | Tula                |                 |                       |
| 2001 | Oksana Kalandyrets   |                     | Top 10          |                       |
| 2002 | Oksana Fëdorova      | San Pietroburgo     | Miss Universo*  | Best National Costume |
| 2003 | Olesya Bondarenko    | Chabarovsk          |                 |                       |
| 2004 | Ksenija Kustova      |                     |                 |                       |
| 2005 | Natal'ja Nikolaeva   | Rostov sul Don      |                 |                       |
| 2006 | Anna Litvinova       |                     | Top 20          |                       |
| 2007 | Tat'jana Kotova      | Rostov sul Don      |                 |                       |
| 2008 | Vera Krasova         | Mosca               | 4ª classificata |                       |
| 2009 | Sofija Rud'eva       | San Pietroburgo     |                 |                       |
| 2010 | Irina Antonenko      | Ekaterinburg        | Top 15          |                       |
| 2011 | Natal'ja Gantimurova | Mosca               |                 |                       |
| 2012 | Elizaveta Golovanova | Oblast' di Smolensk | Top 10          |                       |
| 2013 | Ėl'mira Abdrazakova  | Meždurečensk        |                 |                       |
| 2014 | Julija Alipova       | Balakovo            |                 |                       |
| 2015 | Vladislava Evtušenko | Čita                |                 |                       |
| 2016 | Juliana Korol'kova   | Orsk                |                 |                       |
| 2017 | Ksenja Aleksandrova  | Mosca               |                 |                       |
| 2018 | Julija Poljačichina  | Ciuvascia           |                 |                       |

- Oksana Fëdorova aveva originariamente vinto il titolo di Miss Universo 2002. Tuttavia il titolo è stato successivamente riassegnato alla seconda classificata Justine Pasek di Panama.

#### Rappresentanti per Miss Mondo
| Anno | Rappresentante       | Provenienza           | Piazzamento | Riconoscimenti                   |
| ---- | -------------------- | --------------------- | ----------- | -------------------------------- |
| 1992 | Julija Kuročkina     | Mosca                 | Miss Mondo  | Miss Mondo Europa                |
| 1993 | Olga Sysoeva         |                       |             |                                  |
| 1994 | Anna Malova          |                       |             |                                  |
| 1995 | Elena Bazina         | Mosca                 |             |                                  |
| 1996 | Viktoria Capicina    |                       |             |                                  |
| 1997 | Liudmila Popova      | Ekaterinburg          |             |                                  |
| 1998 | Tat'jana Mokrušina   | Kirov                 |             |                                  |
| 1999 | Elena Efimova        | Novokuzneck           |             |                                  |
| 2000 | Anna Bodareva        | Mosca                 |             |                                  |
| 2001 | Irina Kovalenko      | Murmansk              | Top 10      |                                  |
| 2002 | Anna Tatarinceva     | Nižnij Novgorod       | Top 20      |                                  |
| 2003 | Svetlana Goreva      | Tula                  |             |                                  |
| 2004 | Tat'jana Sidorčuk    | Perm'                 | Top 15      |                                  |
| 2005 | Julija Ivanova       | Novosibirsk           | Top 15      | Miss Beach Beauty                |
| 2006 | Aleksandra Mazur     | Mosca                 |             |                                  |
| 2007 | Tat'jana Kotova      | Rostov sul Don        |             |                                  |
| 2008 | Ksenija Suchinova    | Tjumen'               | Miss Mondo  | Miss Top Model Miss Mondo Europa |
| 2009 | Ksenija Šipilova     | Kochma                |             |                                  |
| 2010 | Irina Šaripova       | Kazan'                | Top 25      |                                  |
| 2011 | Natal'ja Gantimurova | Mosca                 |             |                                  |
| 2012 | Elizaveta Golovanova | Oblast' di Smolensk   |             |                                  |
| 2013 | Ėl'mira Abdrazakova  | Meždurečensk          |             |                                  |
| 2014 | Anastasija Kostenko  |                       | Top 25      |                                  |
| 2015 | Sofija Nikitčuk      | Ekaterinburg          | 2ª          |                                  |
| 2016 | Jana Dobrovol'skaja  | Oblast' di Tjumen'    |             |                                  |
| 2017 | Polina Popova        | Oblast' di Sverdlovsk | Top 10      |                                  |
| 2018 | Natal'ja Stroeva     | Jakutsk               | Top 30      |                                  |

#### Rappresentanti per Miss International
| Anno | Rappresentante           | Piazzamento     | Riconoscimenti |
| ---- | ------------------------ | --------------- | -------------- |
| 1993 | Il'mira Šamsutdinova     | 2ª classificata |                |
| 1994 | Elena Gorbačeva          |                 |                |
| 1996 | Julija Ermolenko         |                 |                |
| 1997 | Viktorija Maloivan       |                 |                |
| 1999 | Maria Čebotkevič         | Top 15          |                |
| 2000 | Svetlana Goreva          | 3ª classificata |                |
| 2001 | Tat'jana Pavlova         | 3ª classificata |                |
| 2002 | Ksenija Efimceva         |                 |                |
| 2003 | Tat'jana Chebotarevskaja | Top 12          |                |
| 2004 | Nataliya Kolodeznikova   | Top 15          | Miss Good Will |
| 2006 | Elena Vinogradova        |                 |                |
| 2007 | Aleksandra Mazur         | Top 15          |                |
| 2008 | Ekaterina Grušanina      |                 |                |
| 2009 | Ksenija Chrabovskaja     |                 |                |
| 2010 | Anna Danilova            |                 |                |
| 2011 | Elena Čepilčenko         | Top 15          |                |
| 2012 | Ekaterina Meglinskaja    |                 |                |
| 2013 | Ol'ga Gaidabura          | Top 15          |                |
| 2014 | Alina Rekko              |                 |                |
| 2015 | Valerija Kufterina       |                 |                |
| 2016 | Alisa Manenok            | Top 15          |                |
| 2017 | Elena Kviatkevič         |                 |                |
| 2018 | Galina Lukina            |                 |                |

### Miss Terra Russia / Krasa Rossii
| Anno | Rappresentante        | Piazzamento        | Riconoscimenti |
| ---- | --------------------- | ------------------ | -------------- |
| 2001 | Viktorija Bonnya      |                    |                |
| 2005 | Tat'jana Jamova       | Top 16             |                |
| 2006 | Elena Salnikova       |                    |                |
| 2008 | Anna Mesenceva        | Top 16             |                |
| 2009 | Ksenija Podsevatkina  |                    |                |
| 2010 | Viktorija Šukina      | Top 14             |                |
| 2011 | Alena Kuznecova       | Top                |                |
| 2012 | Natal'ija Pereverzeva | Top 8              |                |
| 2013 | Olesja Boslovjak      |                    |                |
| 2014 | Anastasija Trusova    | Miss Terra - Fuoco |                |
| 2015 | Marija Čudakova       |                    |                |
| 2016 | Aleksandra Čerepanova | Top 8              |                |
| 2017 | Lada Akimova          | Miss Terra - Fuoco |                |
| 2018 | Darija Kartišova      |                    |                |